# Otto Arendt

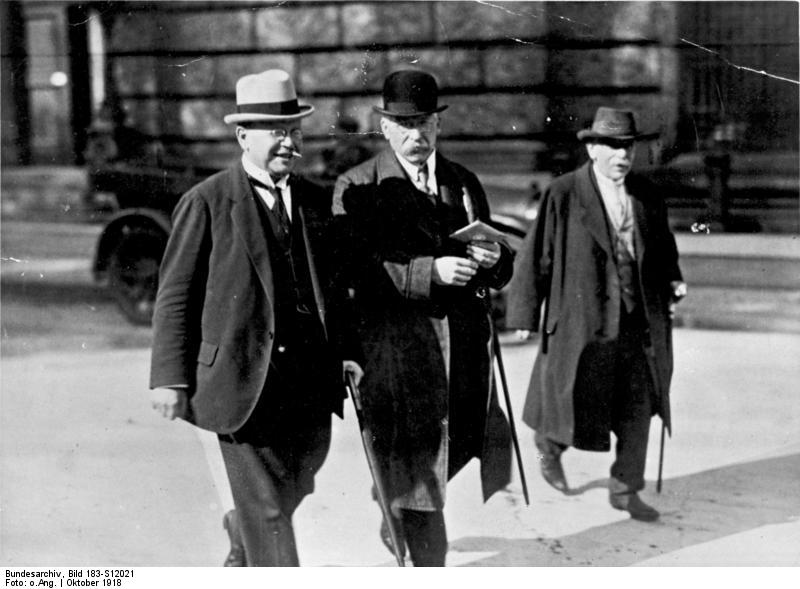
A Reichstag képviselői, Erzberger, Südekum és Arendt elhagyják a berlini Reichstagot

Otto Arendt (Berlin, 1854. október 10. – Berlin, 1936. április 28.) német politikus és publicista.

## Élete
Zsidó családból származott, de katolikus hitre tért át. Középiskolai tanulmányai után Lipcsében és Freiburgban jogot és politológiát hallgatott. 1880-ban írt Die vertragsmäßige Doppelwährung című írása révén kapcsolatba került a bimetalizmus mozgalmával. Az arany vagy ezüst valuta támogatói közti vitában Arendt az aranyon és ezüstön alapuló kettős valutát támogatta, amelynek nemzetközi szerződéseken kell alapulnia, így csökkentve az árfolyam-ingadozásokat. 
1882-ben társalapítója lett a Deutschen Vereins für internationale Doppelwährung szövetségnek, ő lett a szervezet titkára, egyben az egyesület kiadványainak szerkesztője. Németországban Arendt volt a bimetálmozgalom fő elméleti képviselője.
1886-tól a merseburgi 5. választókörzet képviselőjeként a porosz képviselőház tagja volt. 1898-től a Reichstagban a szabad konzervatív párt képviselője volt. A Német Császárság 1918-as megszűnéséig mindkét házban tevékenykedett. 1888 és 1898 közt a Deutsches Wochenblatt szerkesztője volt. A lap a Reich és a szabad konzervatív párt szócsöve volt.  
Arendt minden szocialista erőfeszítés ellenségének számított, imperialista volt, a haditengerészeti fegyverkezés és a védővámok politikája szószólójának számított. Ernest Hamburger mint a "legreakciósabb zsidó származású képviselőt" említi. 1885-től kivált a gyarmatosítás mellett kampányolt, társalapítója és titkára volt a Deutschen Emin-Pascha-Komitees-nek, amelynek célja az volt, hogy felvegye a versenyt az angol gyarmatosítási erőfeszítésekkel, valamint segítse Emin pasa (Eduard Schnitzer) tevékenységét. A szervezet 1889-ben felszerelt egy expedíciót is, amelynek vezetője Carl Peters volt.  
Arendt a Deutschen Kolonialgesellschaft és az Alldeutschen Verbandes elnökségi tagja is volt, így egyike volt azon kevés zsidó származású embernek, akik csatlakoztak ehhez a nyíltan antiszemita szervezethez. Időnként az Ostmarkenverein-ben is főszerepet játszott. Franciaországgal szemben nem foglalt el agresszív álláspontot, sőt hasznossági okokból 1892-ben a német-francia szövetség mellett emelt szót. 1907-ben a Bülöw-blokk egyik legmeghatározóbb ellenfele volt. 
1893-ban vette feleségül Olga Morgenstern színésznőt. Társalapítója volt a Verein für Socialpolitik-nak is. Az első világháború után az antisztemita Német Nemzeti Néppárt (Deutschnationale Volkspartei) tagja lett, csak a Kapp-puccs után váltott a Német Néppártra (Deutsche Volkspartei).

## Válogatott munkái
- Die Silberenquete. Eine Auseinandersetzung mit Ludwig Bamberger. Walther, Berlin, 1894 online változat
- Herr Reichsbankpräsident Dr. Koch und die Währungsfrage. Eine Antwort auf die Herrenhausrede des Herrn Dr. Koch vom 16. Mai 1895. Walther, Berlin, 1895 online változat

## Fordítás
- Ez a szócikk részben vagy egészben  az   Otto Arendt című német Wikipédia-szócikk ezen változatának fordításán alapul.  Az eredeti cikk szerkesztőit annak laptörténete sorolja fel. Ez a jelzés csupán a megfogalmazás eredetét és a szerzői jogokat jelzi, nem szolgál a cikkben szereplő információk forrásmegjelöléseként.